# 紹斯里奇 (明尼蘇達州)
紹斯里奇（英語：South Ridge）是位於美國明尼蘇達州休斯頓縣芒德普雷里鎮區的一個非建制地區。

## 地理
紹斯里奇所處的海拔為高於海平面365米（即1198英呎），而該地所採用的時區為UTC-6，即北美中部時區（CST）。同時該地設有夏令時間，為UTC-6調快一小時，即UTC-5（CDT）。